# فرانسوا كلاوس
فرانسوا كلاوس (بالفرنسية: François Klaus)‏ هو مصمم رقص فرنسي، ولد في 10 نوفمبر 1947.